# Oulobophora externata
Oulobophora externata är en fjärilsart som beskrevs av Herrich-Schäffer. Oulobophora externata ingår i släktet Oulobophora och familjen mätare. Inga underarter finns listade i Catalogue of Life.